# Otočje Bounty
Otočje Bounty se nalazi u južnom Tihom oceanu, 670 km istočno-jugoistočno od Južnog otoka Novog Zelanda i 530 km jugozapadno od novozelandskog otočja Chatham. 
Otkrio ga je kapetan broda HMS Bounty, William Bligh, 1788. godine i nazvao ga je po svom brodu, tek nekoliko mjeseci prije slavne pobune na brodu Bounty.
Otočje Bounty se sastoji od 13 negostoljubivih i nenaseljenih granitnih otočića i brojnih hridi, koji su podijeljeni na Zapadnu (najveći Depot Island, Dog Rock, Lion, Penguin, Proclamation, Ranfurly, Ruatara, Seal Rock, Skua Rock, Spider i Tunnel Island), Središnju (Coronet, Funnel i Prion Island) i Istočnu skupinu (Con, Molly Cap i North Rock) ukupne površine kopna od tek 1,35 km². Najviša točka otočja je 73 m visok vrh otoka Funnel.
Otočje Bounty je nenaseljeno i cijelo je pretvoreno u ptičji rezervat prirode zbog znatne populacije ugroženih vrsta antipodskog pingvina, srebrnastoglavih albatrosa i bauntskih vranaca (Phalacrocorax ranfurlyi). Ekološki, ono pripada novozelandskim subantarktičkim otočjima koji su zajedno upisani na UNESCO-ov popis mjesta svjetske baštine u Australiji i Oceaniji 1998. god.

## Povijest
Kapetan William Bligh otkrio je otoke Bounty na putu od Spitheada do Tahitija 1788. godine i nazvao ih po svom brodu HMS Bounty, samo nekoliko mjeseci prije poznate pobune. Položaj otoka samo je grubo označen na kartama. Početkom 1866. zapovjednik W. H. Norman sa broda HMVS Victoria (1855.) dobio je zadatak točnije odrediti njihov položaj. Izvijestio je da su na položaju 47°50′S 179°0′E / 47.833°S 179.000°E. Kapetan George Palmer, tijekom potrage za Matoakom, smjestio je otoke na 47°46′24″S 178°56′45″E / 47.77333°S 178.94583°E. Palmer je također pripojio otoke Novom Zelandu.
Tijekom 19. stoljeća to je područje bilo popularno lovište za lov na tuljane. Otoci su također povremeno pretraživani u potrazi za nestalim brodovima i posadama, uključujući one s General Granta i Matoake.
Hinemoa je posjetio otoke u ožujku 1886. i na najvećem otoku podigao spremište za brodolomce. Kapetan Fairchild primijetio je da na tim otocima nema svježe vode. Skladište je već bilo uništilo more u vrijeme kada je Stella posjetila otok 1887. Nova Admiralska karta 1022 izdana je za to područje 1888. godine, koja je uzela u obzir radove istraživanja koje je poduzeo Hinemoa.
U studenom 1891. Hinemoa se vratio na otoke i izgradio skladište svježih namirnica.

## Flora i fauna
Ekološki, otoci su dio ekoregije tundre subantarktičkog otočja Antipodes. Biljke uključuju Lepidium oleraceum. Na otočju živi endemski pauk Pacificana cockayni, endemski kukci i veliki broja morskih ptica.
Holotip i juvenilni paratipovi puža Euthrenopsis bountyensis prikupljeni su s otočja Bounty.
- Pauk Pacificana cockayni s otoka Proclamation (mladi mužjak)
- Euthrenopsis bountyensis
- Pelseneeria bountyensis

### Važno područje za ptice
BirdLife International identificirao je skupinu Bounty kao važno područje za ptice (IBA) zbog njezine važnosti kao mjesta razmnožavanja antipodskog pingvina (Eudyptes sclateri), srebrnastoglavih albatrosa (Thalassarche salvini) i bauntskih vranaca (Phalacrocorax ranfurlyi).

## Zemljopis
Cijeli lanac je dug samo 5 km po najdužoj osi i sastoji se od tri podskupine: Glavna grupa, Središnja grupa i Istočna grupa. Ukupna površina je samo 1.35 km2. Otoci su antipod Bouillé-Ménarda u Francuskoj (Pays de la Loire).
Glavna grupa je najveća od tri grupe, a nalazi se na sjeverozapadu lanca. Uključuje najveći otok skupine, Depot Island, koji je dug oko 700 metara i širok 400 metara na najširem dijelu. Otoci Proclamation i Tunnel odvojeni su od otoka Depot samo uskom pukotinom, a spajaju se s njim tijekom oseke. Mali otočić na sjevernoj obali Spider Islanda ove skupine je najsjevernija točka lanca; najzapadnija točka je zapadni vrh otoka pingvina.
Središnja skupina nalazi se nekih 1,5 do 2 km jugoistočno od glavne skupine i sadrži tri glavna otoka, poredana u liniji sjever-jug. Odmah zapadno nalazi se manji otočić. Najsjeverniji dio središnje skupine, otok Funnel, sadrži najvišu točku lanca, na 73 metra iznad razine mora. Daljnjih 1,5 kilometara prema istoku je Istočna grupa, koja je također raspoređena otprilike u liniji sjever-jug. Najveći otok u ovoj skupini, Molly Cap, najjužniji je otok skupine i sadrži drugu najvišu točku lanca, 70 metara iznad razine mora. Ova skupina sadrži dva velika otočića i jedan mali otočić, zajedno s nekoliko grebena i nizova, od kojih je jedan najistočnija točka u lancu.

### Otoci
- Glavna skupina (47°45′S 179°02′E / 47.750°S 179.033°E):
  - Depot Island (najveći u grupi), nazvan po spremištu za brodolomce koje se nalazi na otoku
  - Dog Rock
  - Lion Island
  - Penguin Island
  - Proclamation Island
  - Ranfurly Island
  - Ruatara Island
  - Seal Rock
  - Skua Rock
  - Spider Island
  - Tunnel Island
- Središnja skupina (47°45′45″S 179°02′40″E / 47.76250°S 179.04444°E):
  - Coronet Island
  - Funnel Island (glavni otočić)
  - Prion Island
- Istočna skupina (47°46′S 179°04′E / 47.767°S 179.067°E):
  - Con Island
  - Molly Cap (glavni otočić)
  - North Rock

## Vanjske poveznice
- Antipodes Islands  Arhivirana inačica izvorne stranice od 6. prosinca 2013. (Wayback Machine), Department of Conservation (engl.)